# Дом Скворцова (Вологда)
Дом Скворцова — жилой двухэтажный особняк XIX века постройки по улице Благовещенская (до 1991 года — улица Клары Цеткин), в городе Вологде Вологодской области. Памятник истории и культуры федерального значения. В настоящее время дом передан в частную собственность с обременением по содержанию.

## История
По определению исследователей архитектуры, первый этаж этого особняка относится к началу XIX века. Второй этаж был возведён гораздо позже и принадлежит к модерну, стилю, который активно использовался в обиходе в России на рубеже XIX—XX веков.
C 1918 года, когда постепенно устанавливалась советская власть, в особняке разместилась пекарня по выпечке баранок. В поздний советский период нижний этаж дома был занят туристической конторой, а на верхнем были заселены жильцы.

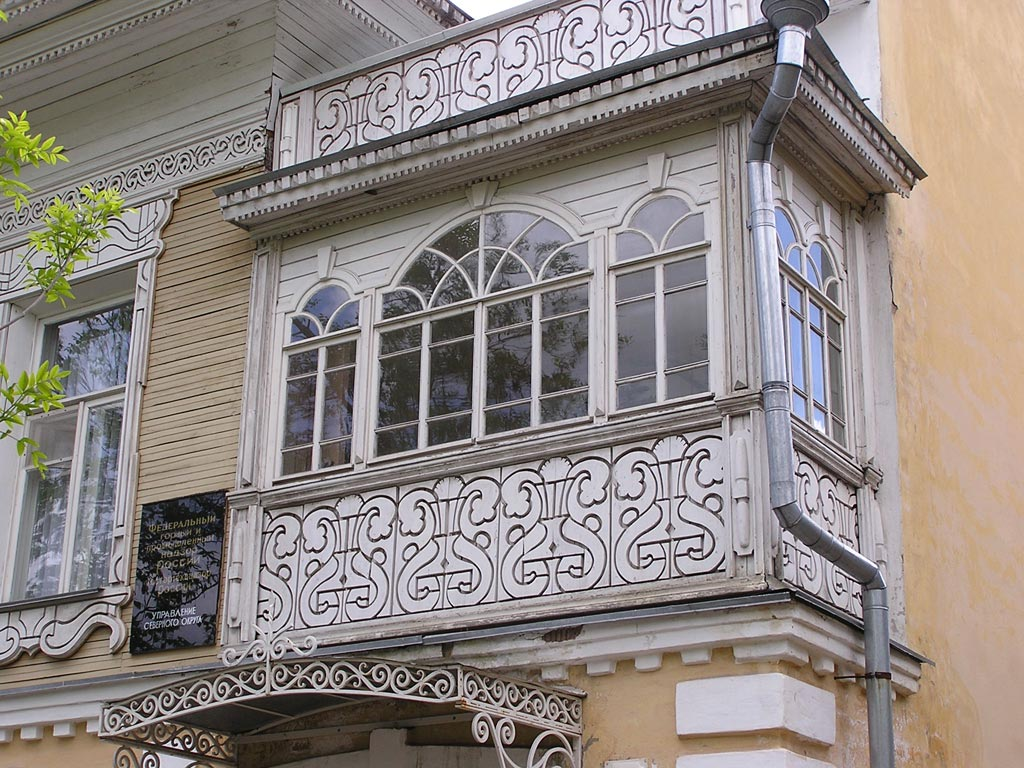
Резной фасад

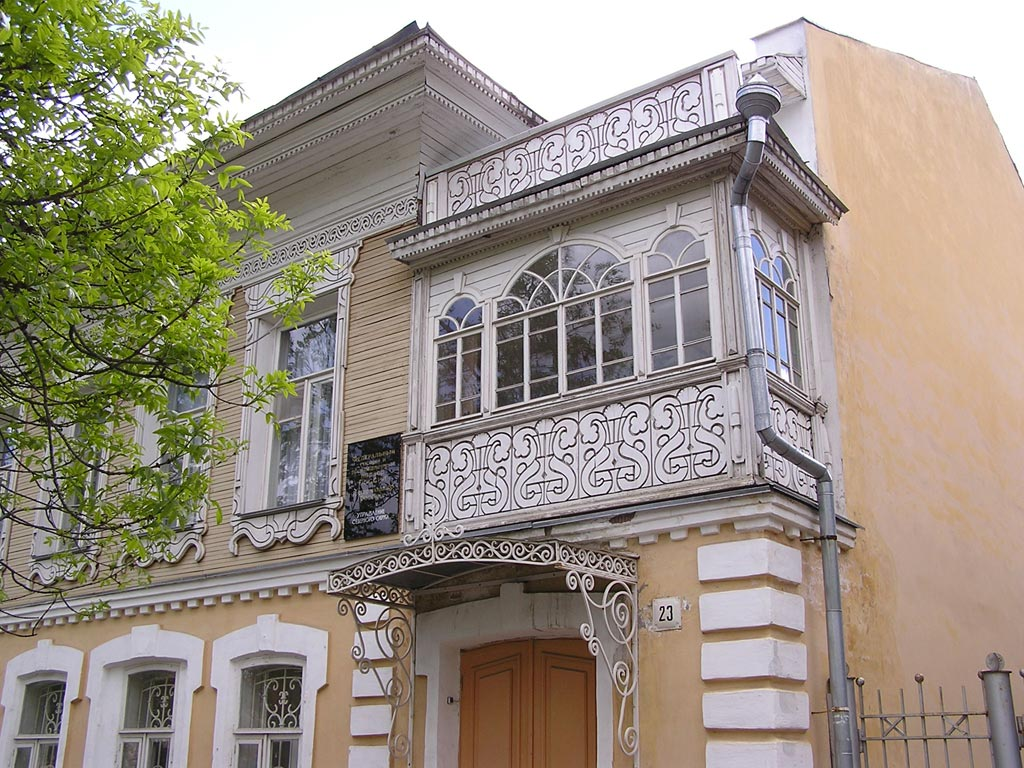
Вход в особняк

## Архитектура
Первый этаж дома каменный, а второй — из дерева, на окнах здания установлены уникальные широкие резные наличники, таких не встретить ни на одном здании Вологды. Декор особняка представлен с элементами модерна. Нижний этаж имеет наличники, подоконные тяги и горизонтальные русты углов. Дом увенчивает карниз с большим повалом и традиционной пропильной резьбой фриза.
Данный дом Указом Президента Российской Федерации от 20 февраля 1995 года № 176 причислен к памятникам архитектуры федерального значения. В 2013 году городские власти выделили на реставрацию особняка больше семи миллионов рублей. Строение приведено в надлежащий вид и новыми красками привлекает любителей истории и туристов.

## Современное состояние
В 2017 году здание было реализовано с муниципального аукциона за 17 миллионов рублей. Новый собственник, медицинский центр, взял на себя обязательства по сохранению архитектурного памятника федерального значения. Условия сохранения объекта в том виде, в котором он есть, фасад, кровля, конструктивные элементы — это то, что собственник обязан не нарушат.

## Документы
- Указ от 20.02.2016 г. № 176 г. Москва. «Об утверждении Перечня объектов исторического и культурного наследия федерального (общероссийского) значения».